# Trypocopris alpinus
Trypocopris alpinus är en skalbaggsart som beskrevs av Sturm och Hagenbach 1825. Trypocopris alpinus ingår i släktet Trypocopris och familjen tordyvlar.

## Underarter
Arten delas in i följande underarter:
- T. a. balcanicola
- T. a. marianii